# Clemens Möstl
Clemens Möstl (* 7. November 2005 in Wien) ist ein österreichischer Handballspieler.

## Spielerkarriere
Möstl begann in seiner Jugend bei Union West Wien Handball zu spielen. Von 2013 bis 2019 war er außerdem in der Jugend des Fußballvereins SV Gablitz als Torwart aktiv. Ab 2023/24 läuft der Rechtshänder für die erste Mannschaft von Handball West Wien auf, mit welcher er direkt Meister der HLA Challenge wurde. Außerdem sicherte sich das Team, als erster Zweitligist, den Titel im ÖHB-Cup. Als Cupsieger folgt in der Saison 2024/25 die Teilnahme am EHF European Cup und damit das Debüt in einem internationalen Bewerb. 2025/26 läuft Möstl für den HC Linz AG auf.
2024 nahm Möstl mit dem unter 20 Team des österreichischen Handballbund an der U-20-Handball-Europameisterschaft der Männer 2024 teil und belegte den 6. Platz.

## Persönliches
Sein Vater ist der ehemalige Handballtorwart Werner Möstl. Sein Halbbruder, Constantin Möstl, ist ebenfalls Handballtorwart und aktuell beim TBV Lemgo Lippe unter Vertrag.

## Erfolge
- Handball Westwien
  - Österreichischer Pokalsieger 2023/24
  - Meister 2. Liga Österreich 2023/24

## Saisonstatistik

### HLA Challenge
| Saison    | Verein             | Spielklasse   | Spiele | Tore | 7-Meter      | Feldtore |
| --------- | ------------------ | ------------- | ------ | ---- | ------------ | -------- |
| 2021/22   | Handball West Wien | HLA Challenge | 025    | 107  | 21/25        | 086      |
| 2023–2024 | gesamt             | HLA Challenge | 025    | 107  | 21/25 (84 %) | 086      |

### HLA Meisterliga
| Saison    | Verein             | Spielklasse     | Spiele | Tore | 7-Meter | Feldtore |
| --------- | ------------------ | --------------- | ------ | ---- | ------- | -------- |
| 2024/25   | Handball West Wien | HLA Meisterliga | 028    | 189  | 44/58   | 145      |
| 2024–2025 | gesamt             | HLA Meisterliga | 028    | 189  | 44/58   | 145      |